# Tranzitul lui Venus

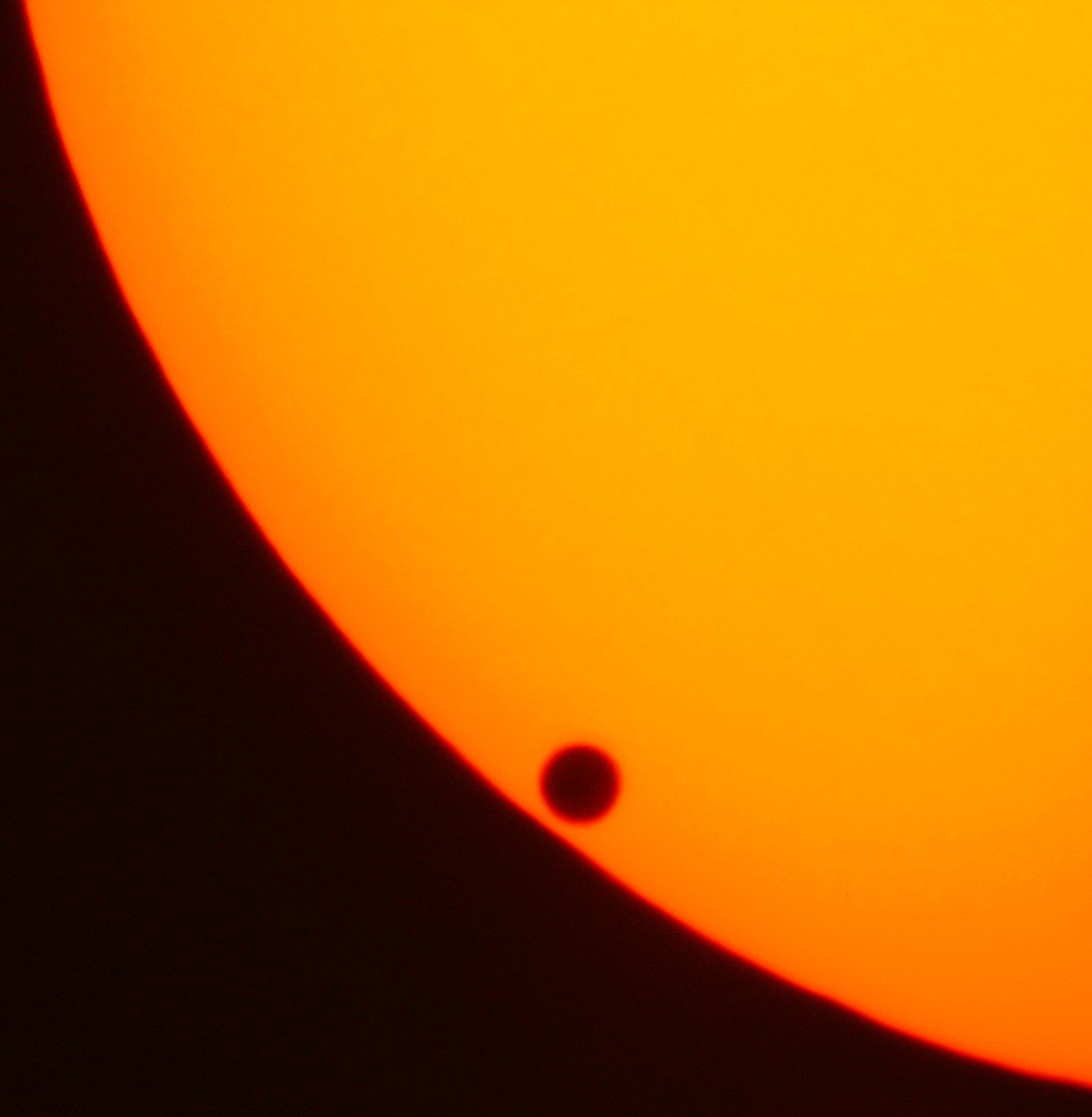
Tranzitul lui Venus din anul 2004

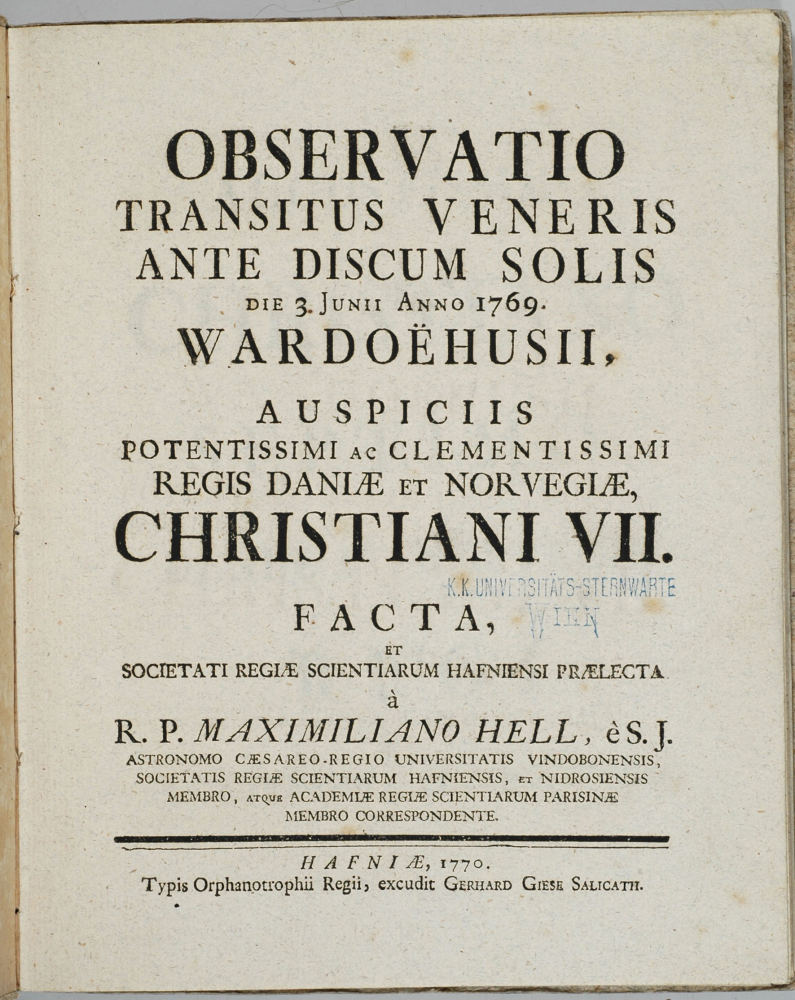
Maximilian Hell, Observatio transitus Veneris ante discum Solis, 1770

Tranzitul lui Venus reprezintă intervalul de timp în care planeta Venus se interpune între Pământ și Soare, obturând o mică parte a discului solar. Acest tranzit astronomic este similar cu o eclipsă solară, cu deosebirea că, deși diametrul lui Venus este de 4 ori mai mare decât cel al Lunii, proiecția planetei Venus este mult mai mică întrucât se află la o distanță mai mare de Terra. Înainte de era spațială observarea tranzitului lui Venus i-a ajutat pe cercetători să calculeze distanța dintre Soare și Terra cu ajutorul principiului paralaxei.

## Descriere
Tranzitul lui Venus este unul dintre fenomenele previzibile cele mai rare; el se repetă în cicluri de câte aproximativ 243 de ani, fiecare ciclu cuprinzând 4 tranzituri, grupate în două perechi de tranzituri. Între cele 2 tranzituri ale oricărei perechi se scurg câte opt ani. La rândul lor perechile sunt separate între ele în mod alternativ de 105,5 sau 121,5 ani. Această periodicitate reflectă faptul că perioadele orbitale ale Terrei și ale lui Venus sunt aproape în rezonanță, cu valori de 8:13 și 243:395.
În secolul trecut nu a avut loc niciun tranzit al lui Venus. În secolul al XXI-lea primul tranzit din prima pereche a avut loc la 8 iunie 2004, iar al doilea la 5 și 6 iunie 2012. După 2012 următoarea pereche de tranzituri ale planetei Venus vor fi abia în decembrie 2117 și decembrie 2125.

## Importanță
Pe baza observării celor două tranzituri ale lui Venus, din 1761 și 1769, astronomul iezuit Maximilian Hell a calculat distanța de la Pământ la Soare cu o marjă de eroare îmbunătățită de-abia în secolul al XX-lea. În anul 1771 Hell a devenit membru al Academiei Regale Suedeze de Științe.

## Observarea

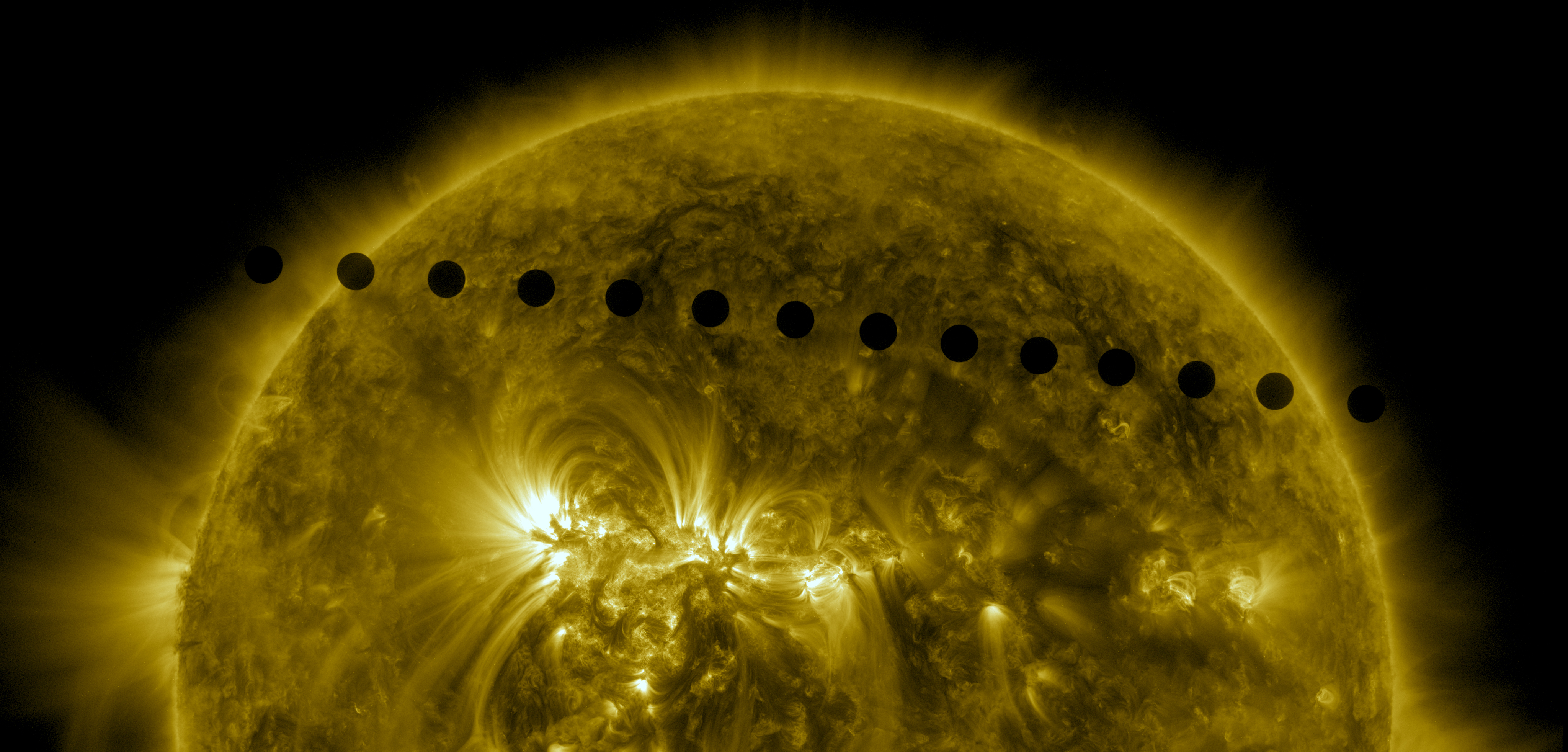
Colaj de imagini secvențiale reprezentând diferite etape ale tranzitului lui Venus prin fața Soarelui în 2012

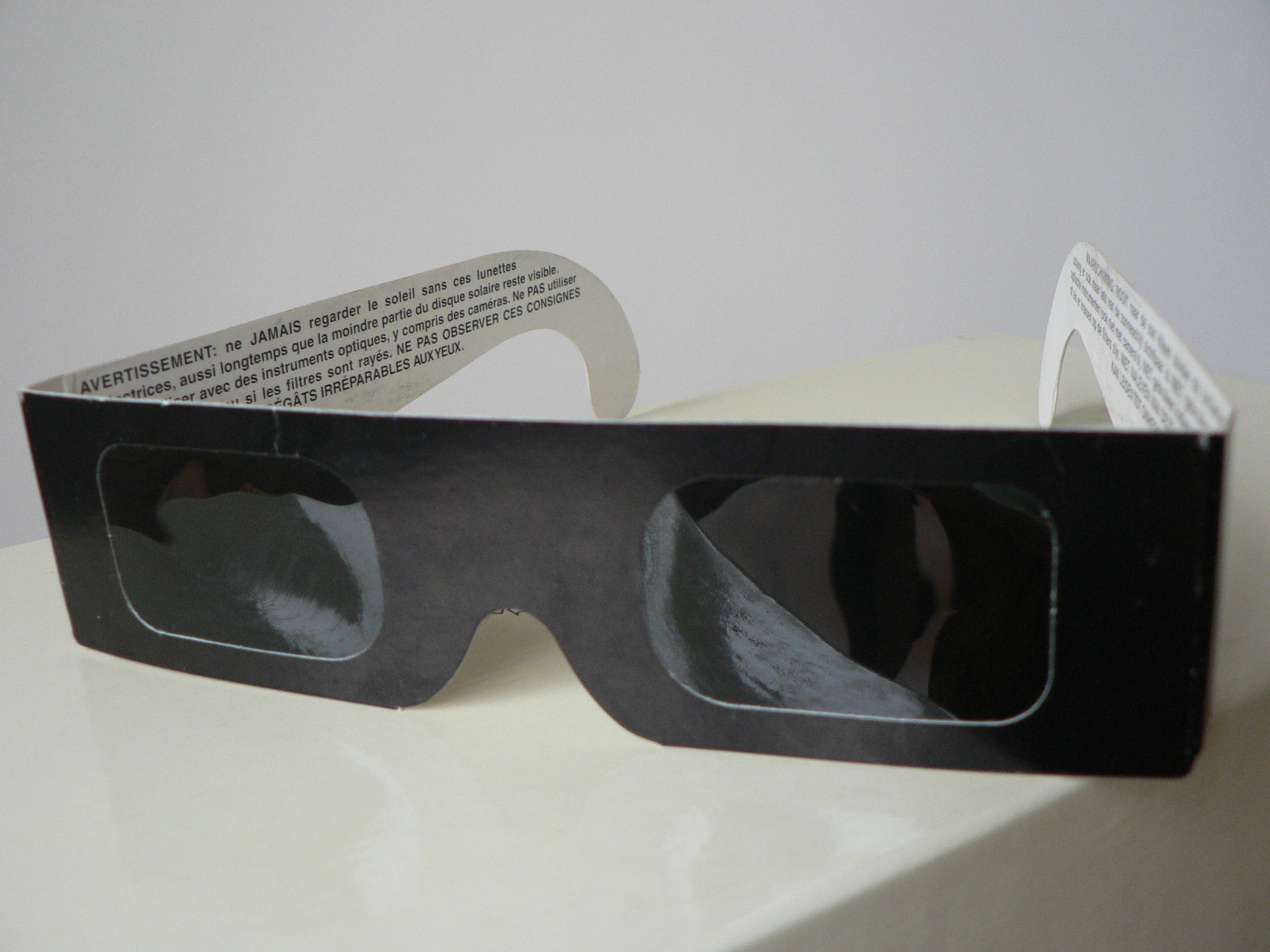
Ochelarii de eclipsă nu pot fi folosiți pentru observarea tranzitului.

Venus apare ca un mic punct negru pe fundalul Soarelui, pe care îl traversează pe o traiectorie aproape dreaptă în decurs de câteva ore (în funcție de traiectorie).
În mod normal tranzitul poate fi văzut și cu ochiul liber, dar pentru a fi observat în deplină siguranță trebuie respectate aceleași reguli de protecție folosite pentru observarea unei eclipse parțiale de Soare. Fixarea cu privirea a Soarelui fără protecție conduce rapid la deteriorări oculare serioase și uneori la leziuni permanente.
Atenție! Observarea discului solar fără protecție poate provoca ochilor leziuni permanente sau chiar orbire.

## Conjuncții

Schema conjuncțiilor cu Venus, cu sau fără tranzit, iar conjuncția intervine sau nu la linia nodurilor.

În cea mai mare parte a cazurilor, când planetele Venus și Pământ sunt în conjuncție, ele nu sunt aliniate cu Soarele. Orbita lui Venus este înclinată cu 3,4° în raport cu orbita Pământului și trece, prin urmare, pe cer, deasupra (sau dedesubtul) Soarelui. Observată de pe Pământ, Venus în conjuncție inferioară poate fi distanțată până la 6° de Soare deși înclinația nu este decât 3,4°. Cum diametrul unghiular al Soarelui este de circa 1/2 de grad, Venus trece atunci deasupra sau dedesubtul Soarelui la peste 18 diametre solare.
Tranzitul se produce când cele două planete sunt în conjuncție în momentul (sau aproape în momentul) în care ele trec linia de intersecție a planurilor orbitale.
Tranziturile se repetă urmând o secvență de 243 de ani cu o pereche de tranzituri separate de 8 ani urmate de un interval de 121,5 ani, o altă pereche de tranzituri separate de 8 ani și un interval de 105,5 ani. Această perioadă de 243 de ani provine din faptul că 243 de ani siderali (365,25636 de zile, un pic mai mult decât anul tropic) fac 88.757,3 zile, iar 395 de ani siderali de pe Venus (224,701 de zile) fac 88.757,9 zile. Astfel, după această perioadă, Venus și Pământul revine cam în aceleași poziții, pe orbitele lor. Aceată perioadă corespunde cu 152 de perioade sinodice ale lui Venus.
Secvența 105,5 / 8 / 121,5 / 8 nu este singura posibilă în perioada de 243 de ani din cauza ușorului decalaj dintre conjuncție și trecerea la linia nodurilor. Înainte de 1518, nu se produceau decât trei tranzituri la fiecare 243 de ani urmând secvența 8 / 113,5 / 121,5, iar cele opt tranzituri care l-au precedat pe acela din anul 546 erau despărțite de 121,5 ani. Secvența actuală va continua până în 2846, iar atunci va fi înlocuită prin secvența 105,5 / 129,5 / 8. Astfel, perioada de 243 de ani este relativ stabilă, însă numărul tranzitelor și distanțarea lor în timpul acestei perioade se schimbă în cursul epocilor.

## Istoria veche
În Antichitate, astronomii greci, egipteni, babilonieni și chinezi cunoșteau planeta Venus și-i notau mișcările. Grecii vechi credeau că aparițiile matinale și de seară ale lui Venus corespundeau cu două obiecte diferite, Hesperus, steaua de seară și Phosphorus, steaua de dimineață. I se atribuie lui Pitagora descoperirea că e vorba despre aceeași planetă. În  secolul al IV-lea î.Hr., Heraclid din Pont a emis ipoteza că Venus și Mercur orbitează în jurul Soarelui și nu în jurul Pământului. Niciun element nu permite să se afirme că aceste culturi cunoșteau tranziturile.
Venus era importantă pentru civilizațiile precolumbiene, mai cu seamă pentru mayași care o numeau Chak ek, «steaua cea mare» și-i acordau poate o importanță mai mare decât Soarelui: ei o identificau pe Venus cu zeul Kukulkan (echivalentul mayaș al lui Quetzalcoatl) și-și bazau calendarul esențialmente pe ciclurile lui Venus. În Codexul Dresden, mayașii au trasat ciclul complet al lui Venus, dar, în ciuda cunoașterii precise a mișcărilor sale, ei nu i-au menționat niciodată tranzitul.

## Observații moderne

### Argument științific

Măsurarea orelor de tranzit al lui Venus, pentru determinarea paralaxei solare

Dincolo de raritatea sa, interesul observării unui tranzit al lui Venus este că el permite calcularea taliei Sistemului Solar folosind metoda paralaxelor. Tehnica se bazează pe măsurarea cu ușoară diferență a orei de început (sau de sfârșit) a tranzitului observat din puncte foarte îndepărtate de pe suprafața Pământului. Ecartul dintre locurile de observație permite calcularea distanței Soare-Venus prin triangulație.
Dintr-o observație a tranzitului planetei Venus în 1032, astronomul și polimatul persan Ibn Sina (Avicenna) a ajuns la concluzia că Venus este mai aproape de Pământ decât de Soare.
Deși în secolul al XVII-lea astronomii știau să calculeze distanțele relative ale fiecărei planete în raport cu Soarele, în termeni de distanță Pământ-Soare (cu alte cuvinte în unitate astronomică), această unitate de bază nu fusese niciodată măsurată precis.
Johannes Kepler a fost primul care a prezis un tranzit al lui Venus pentru 1631, însă acesta nu a fost observat întrucât prezicerea lui Kepler nu era suficient de precisă pentru a determina că tranzitul nu va fi vizibil de pe cea mai mare parte a Europei.

### Tranzitul din 1639

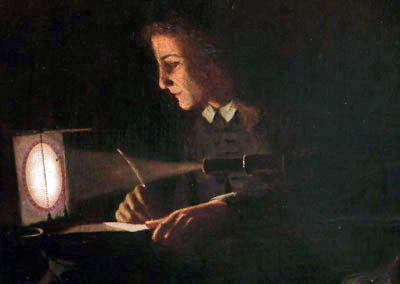
Jeremiah Horrocks făcând prima observare a tranzitului lui Venus din 1639.

Prima observare a unui tranzit al lui Venus a fost făcută de Jeremiah Horrocks de la domiciliul său din Much Hoole, aproape de Preston, în Anglia, la data de 4 decembrie 1639 (la 24 noiembrie, potrivit calendarului iulian, atunci în vigoare, în această țară). Prietenul său, William Crabtree, a observat tranzitul de la Salford, aproape de Manchester. Kepler prezisese tranzitele din 1631 și 1761, precum și o atingere ușoară în 1639. Horrocks a corectat parametrii orbitali ai lui Venus stabiliți de Kepler și a remarcat că tranziturile lui Venus se produc în perechi separate de 8 ani și a putut prezice tranzitul din 1639. Deși el nu a fost sigur de ora exactă, el a calculat că tranzitul ar începe aproximativ la ora 15. Horrocks a focalizat imaginea Soarelui pe o bucată de hârtie, folosită drept ecran de proiecție, cu ajutorul unui simplu telescop, pentru a-l observa în deplină siguranță. După ce a așteptat toată ziua, el a avut șansa să vadă tranzitul când norii care mascau Soarele s-au degajat la ora 15 și 15 minute, chiar înainte de apusul Soarelui. Măsurătorile făcute de el i-au permis să facă estimări sustenabile atât în privința taliei planetei Venus cât și în privința distanței Pământ-Soare. Estimarea distanței dintre Pământ și Soare, făcută de el, a fost de 95,6 milioane de kilometri (adică 0,639 u.a.) — abia aproape două treimi din distanța reală, însă era măsura cea mai precisă din epocă. Totuși, observațiile făcute de Horrocks nu au fost publicate decât în 1661, cu mult după moartea sa.

### Tranziturile din 1761 și 1769

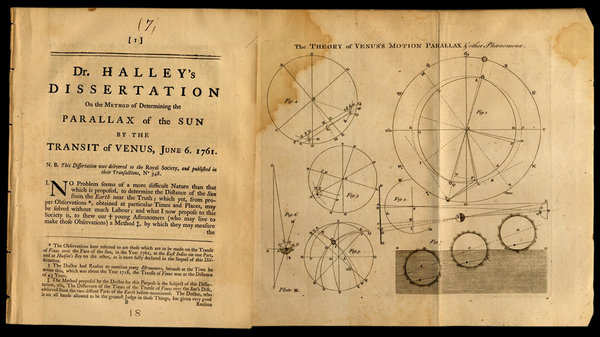
Diagrama din disertația lui Edmund Halley din 1716, către Societatea Regală, care demonstrează cum ar putea fi folosit tranzitul Venus pentru calcularea distanței dintre Pământ și Soare.

Sprijinindu-se pe observațiile tranzitului lui Venus din 1761 de la observatorul din Sankt Petersburg, Mihail Lomonosov a prezis existența unei atmosfere pe această planetă. Lomonosov a detectat refracția razelor solare și a dedus de aici că doar prezența  unei atmosfere putea explica apariția unui inel de lumină în jurul părții lui Venus care nu era încă în contact cu discul solar la începutul tranzitului.
Perechea de tranzituri din 1761 și 1769 a fost utilizată pentru calcularea valorii unității astronomice prin metoda paralaxelor descrisă de către James Gregory  în „Optica Promota”' în 1663.  Urmând propunerea făcută de către Edmond Halley (atunci era decedat de aproape douăzeci de ani), au fost organizate numeroase  expediții spre diverse locuri din lume pentru observarea acestor tranzituri, prefigurând viitoarele colaborări științifice internaționale. În scopul observării primului tranzit, oameni de știință și exploratori britanici, austrieci și francezi (ca de exemplu, Jean Chappe) au plecat spre destinații cum sunt Siberia, Norvegia, Terranova și Madagascar. Cei mai mulți au reușit să observe cel puțin o parte a tranzitului, însă cel mai bun rezultat a fost obținut de către astronomii britanici Jeremiah Dixon și Charles Mason la Capul Bunei Speranțe. Pentru tranzitul din 1769, oamenii de știință au mers în Golful Hudson, Baja California (atunci guvernată de Spania) și în Norvegia, în afară de prima călătorie a căpitanului Cook destinată să facă această observare din Tahiti. Astronomul ceh Christian Mayer a fost invitat de către Ecaterina a II-a a Rusiei să observa tranzitul de la Sankt Petersburg, dar observațiile sale au fost stingherite de nori. Nefericitul Guillaume Le Gentil a petrecut opt ani călătorind în Oceanul Indian pentru a încerca să observe cele două tranzituri, însă fără succes în ambele cazuri; absența sa prelungită l-a făcut să-și piardă locul la Academia de Științe, precum și posesiunile sale, întrucât scrisorile sale nu au ajuns niciodată la destinație, în Franța; a fost declarat mort (întâmplările sale au devenit intriga piesei Transit of Venus (1992) de Maureen Hunter).
Regele Christian al VI-lea al Danemarcei l-a invitat pe Maximilian Hell, la Vardø, unde au urmărit împreună Tranzitul lui Venus din anul 1769. 
Din nefericire, a fost imposibil să se dateze cu precizie începutul sau sfârșitul tranzitului din cauza « fenomenului picăturii negre ». Acest efect a fost timp îndelungat atribuit stratului gros al atmosferei venusiene și era considerat ca primă dovadă a existenței acestei atmosfere. Totuși, cel puțin din anii 1970, s-a stabilit că acest efect este un artefact instrumental, potențial amplificat de turbulențele atmosferice terestre sau de imperfecțiunile aparatelor optice.
În 1771, verificând datele tranzitelor din 1761 și 1769, astronomul francez Jérôme Lalande a stabilit valoarea unității astronomice la 153 milioane de kilometri (±1 milion). Precizia a fost mult mai puțin bună decât cea scontată din cauza picăturii negre, însă constituia o îmbunătățire considerabilă în raport cu rezultatele calculate de Horrocks.

### Tranziturile din  1874 și 1882

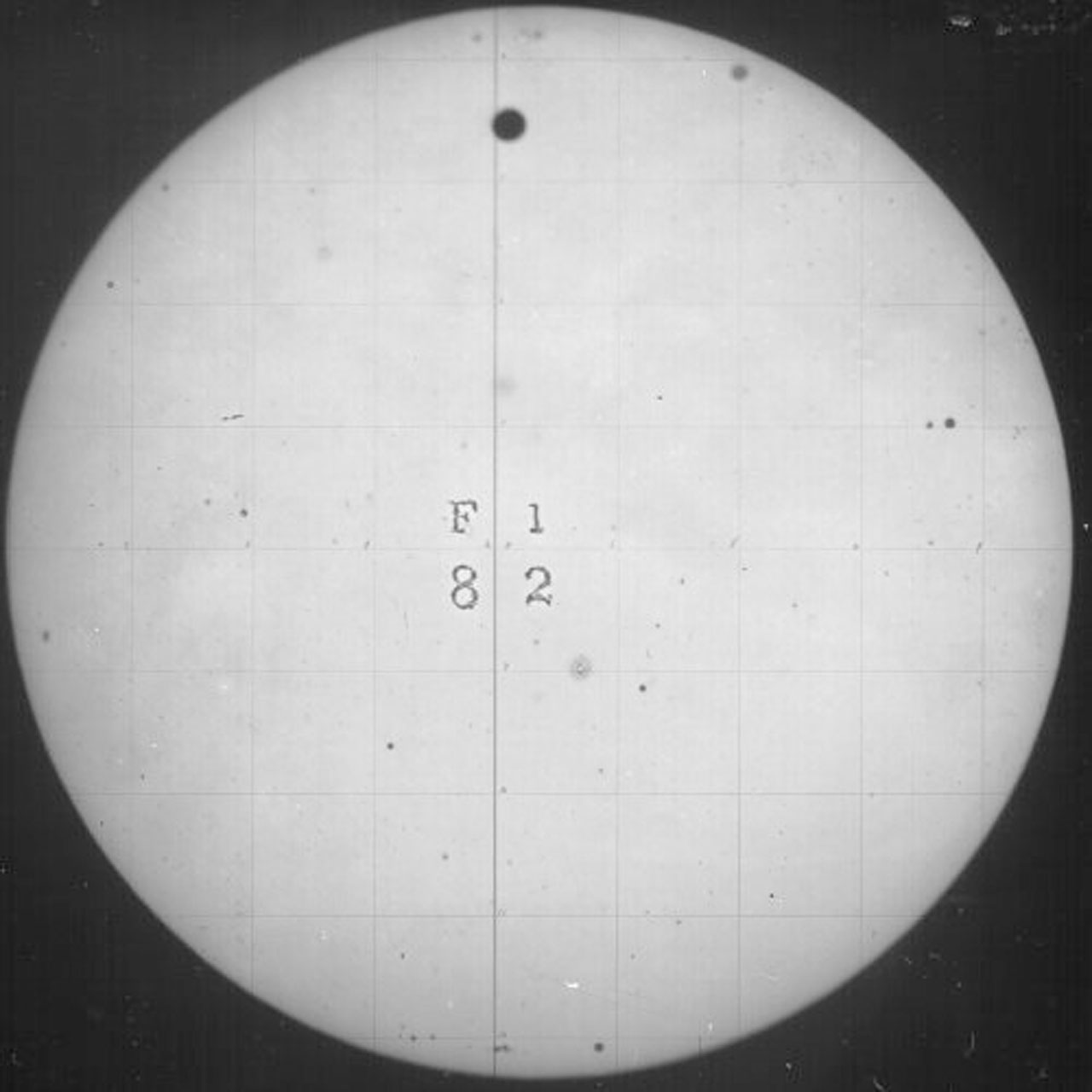
Tranzitul lui Venus din 1882

Tranziturile din 1874 și 1882 au fost urmărite de sute de observatori trimiși de academiile științifice din multe țări. Astfel, de exemplu, Franța a trimis, printre altele, observatori în Noua Caledonie, la Beijing (China), în Japonia (spectroscopul Jansen), Indochina și Noua Zeelandă, precum și în Argentina, unde, în numele Observatorului Astronomic de la Paris, a trimis un telescop refractor Gautier, cu obiectivul de 220 mm și distanța focală de 3.300 mm, pentru a se observa respectivul eveniment. Buletinul Societății Astronomice din Londra arată că au fost obținute 3440 probe fotografice ale diferitelor aspecte ale fenomenului. 
Observațiile tranziturilor din 1874 și 1882 au permis afinarea rezultatelor privitoare la mărimea unității astronomice. Astronomul american Simon Newcomb a verificat datele ultimelor patru tranzituri și a dedus, de aici, o valoare a unității astronomice de 149,9±0,31 Gm.

### Tranziturile din 2004 și 2012

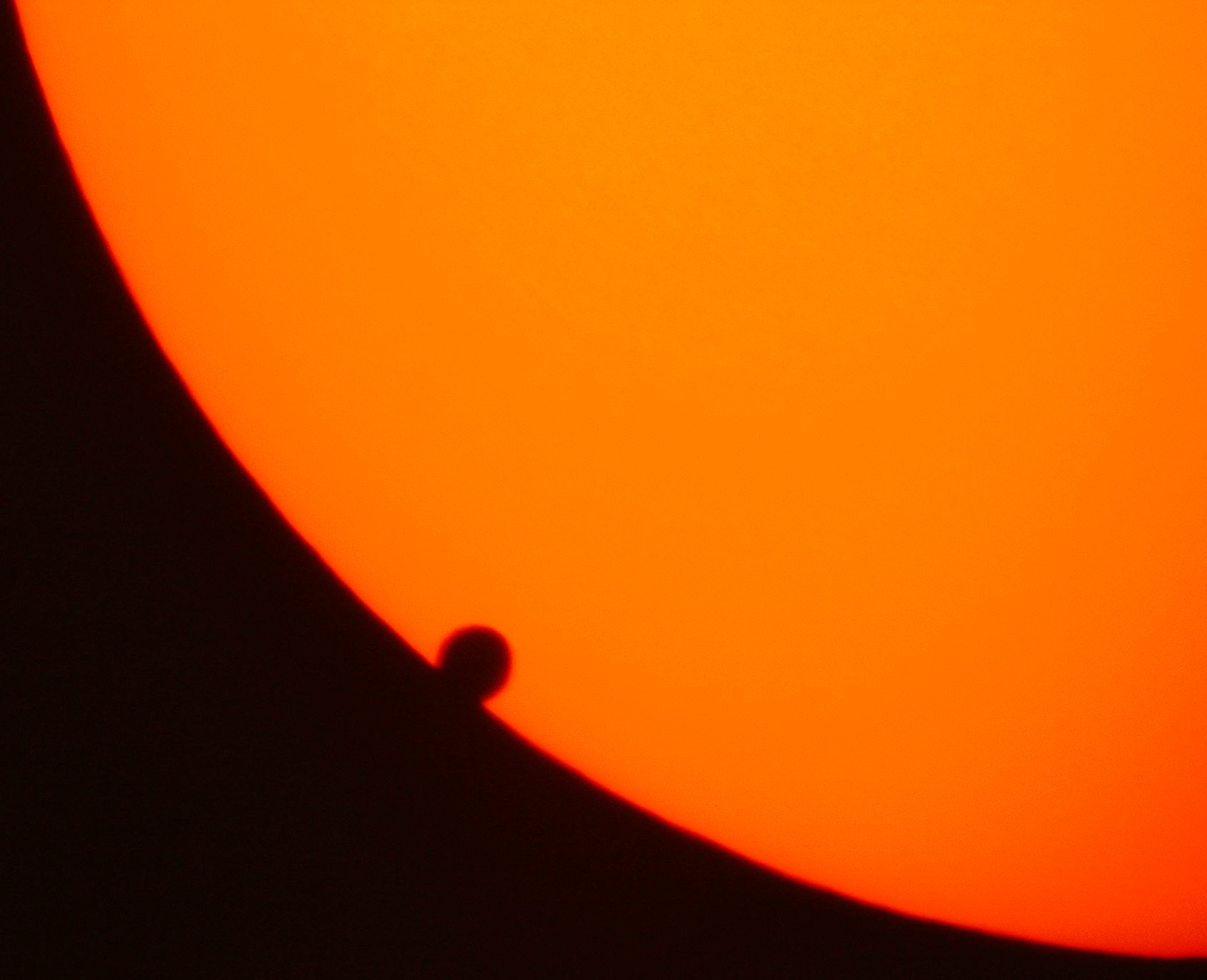
Fenomenul de picătură neagră observat în timpul tranzitului din 2004

Tehnicile moderne care utilizează sonde spațiale și telemetria radar au permis să se calculeze valoarea unității astronomice cu o precizie de 30 m și fac învechită metoda paralaxelor, în acest cadru.
Tranzitul din 2004 a suscitat totuși interesul oamenilor de știință care au măsurat diminuarea luminozității Soarelui ocultat de Venus, în scopul ameliorării tehnicilor pe care ei socotesc să le pună în aplicare în cercetarea exoplanetelor. Metodele de detecție originale se concentrează pe exoplanetele foarte masive (mai asemănătoare cu Jupiter decât cu Pământul), a căror gravitate este suficientă pentru a face să-i oscileze steaua într-un mod măsurabil la nivelul mișcării sale proprii, a vitezei sale radiale sau efectului Doppler-Fizeau. Măsurarea intensității luminoase scăzute în cursul unui tranzit este potențial mai sensibilă și ar permite detectarea planetelor mai mici. Totuși, aceste măsurări cer o precizie extremă, de exemplu, tranzitul lui Venus provoacă o diminuare a intensității a radiației solare de abia 0,001 magnitudine, iar efectul tranzitului micilor exoplanete ar trebui să fie și el slab.
Pasajele din 2004 și din 2012 îi interesează și pe oamenii de știință care studiază atmosfera lui Venus. La intrarea și la ieșirea lui Venus de pe discul solar, lumina Soarelui este refractată de atmosfera planetei și face să apară o aureolă în jurul lui Venus. Este aceeași aureolă care, observată de Mihail Lomonosov, în 1761, îi permise acestuia să descopere atmosfera lui Venus. Studiul fotometriei acestei aureole permite determinarea parametrilor atmosferici așa cum sunt înălțimea scalei sau altitudinea norilor.
O expediție internațională a fost organizată pentru observarea pasajului din diferite locuri din jurul Pacificului cu scopul obținerii unui maxim de imagini ale aureolei.

## Tranzituri trecute și viitoare

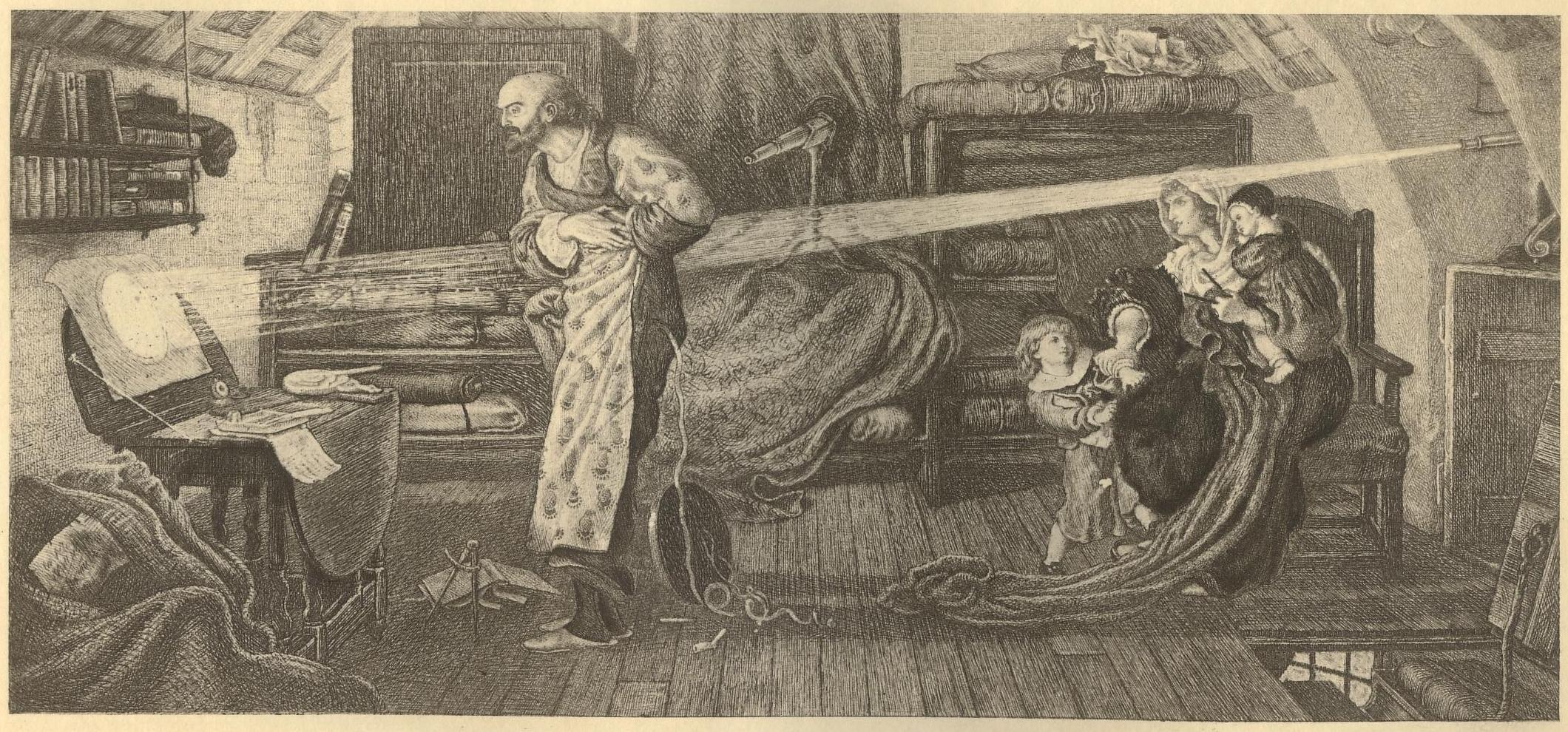
William Crabtree efectuând prima observare a tranzitului lui Venus.

Actualmente tranziturile lui Venus se desfășoară în iunie sau în decembrie (Vd. tabelul). Aceste date avansează lent, de-a lungul timpului; înainte de 1631, ele se produceau în mai și în noiembrie.Tranziturile se produc, în general, perechi, despărțite de 8 ani întrucât durata celor 8 ani tereștri corespunde cam cu 13 ani de pe Venus, ceea ce readuce cele două planete în aceleași poziții relative la capătul acestei perioade. Această coincidență explică tranziturile  perechi, însă nu este destul de precisă pentru generarea tripletelor întrucât Venus ia 22 de ore avans la fiecare tranzit.  Ultimul tranzit nepereche s-a produs în 1396, iar următorul va fi în 3089.
| Data mijlocului tranzitului | Ora (UTC)     | Ora (UTC)     | Ora (UTC)     | Note | Traseu (HM Nautical Almanac Office)               |
| Data mijlocului tranzitului | Începutul     | Mijlocul      | Sfârșitul     | Note | Traseu (HM Nautical Almanac Office)               |
| --------------------------- | ------------- | ------------- | ------------- | --- | ------------------------------------------------- |
| 23 noiembrie 1396           | 15:45         | 19:27         | 23:09         | Ultimul tranzit nepereche | Arhivat în 25 decembrie 2010, la Wayback Machine. |
| 25–26 mai 1518              | 22:46 25 mai  | 01:56 26 mai  | 05:07 26 mai  | Ciclul ia forma actuală, când două perechi de tranzituri se produc într-o secvență de 243 de ani | Arhivat în 25 decembrie 2010, la Wayback Machine. |
| 23 mai 1526                 | 16:12         | 19:35         | 21:48         | Ultimul tranzit înainte de invenția telescopului | Arhivat în 25 decembrie 2010, la Wayback Machine. |
| 7 decembrie 1631            | 03:51         | 05:19         | 06:47         | Prezis de către Kepler. | Arhivat în 20 decembrie 2018, la Wayback Machine. |
| 4 decembrie 1639            | 14:57         | 18:25         | 21:54         | Prima observare a unui tranzit al lui Venus a fost efectuată de Horrocks și Crabtree. | Arhivat în 19 decembrie 2018, la Wayback Machine. |
| 6 iunie 1761                | 02:02         | 05:19         | 08:37         | Lomonosov observă atmosfera lui Venus. | Arhivat în 5 ianuarie 2018, la Wayback Machine.   |
| 3 iunie 1769                | 19:15         | 22:25         | 01:35         | Expediția căpitanului Cook în Tahiti. | Arhivat în 15 aprilie 2012, la Wayback Machine.   |
| 9 decembrie 1874            | 01:49         | 04:07         | 06:26         | Expediția lui Pietro Tacchini la Muddapur, în India și a lui Jacquemart în insulele Campbell. | Arhivat în 19 decembrie 2018, la Wayback Machine. |
| 6 decembrie 1882            | 13:57         | 17:06         | 20:15         | Cu ocazia tranzitului lui Venus din 1882, John Philip Sousa a compus marșul Tranzitul lui Venus. | Arhivat în 19 decembrie 2018, la Wayback Machine. |
| 8 iunie 2004                | 05:13         | 08:20         | 11:26         | Tranzitul lui Venus din 2004: Tranzit difuzat, pe larg, în mass-media. | Arhivat în 19 decembrie 2018, la Wayback Machine. |
| 6 iunie 2012                | 22:09 5 iunie | 01:29 6 iunie | 04:49 6 iunie | Tranzitul lui Venus din 2012: Vizibil în întregime din Hawaii, Australia, Pacific și Asia Orientală. Începutul tranzitului a fost vizibil în America de Nord, iar sfârșitul tranzitului a fost vizibil din Europa de Vest. | Arhivat în 27 octombrie 2017, la Wayback Machine. |

| Data mijlocului tranzitului | Ora (UTC) | Ora (UTC) | Ora (UTC) | Note | Traseu (HM Nautical Almanac Office)               |
| Data mijlocului tranzitului | Începutul | Mijlocul  | Sfârșitul | Note | Traseu (HM Nautical Almanac Office)               |
| --------------------------- | --------- | --------- | --------- | --- | ------------------------------------------------- |
| 11 decembrie 2117           | 23:58     | 02:48     | 05:38     | În întregime vizibil din China orientală, Japonia, Taiwan, Indonezia și Australia. Parțial vizibil de pe coasta de vest a Statelor Unite ale Americii, India, cea mai mare parte a Africii și Orientul Mijlociu. Teoretic, de pe teritoriul actual al României, tranzitul lui Venus din 11 decembrie 2117 va putea fi observat doar din Dobrogea, câteva minute după răsăritul Soarelui. | Arhivat în 19 aprilie 2017, la Wayback Machine.   |
| 8 decembrie 2125            | 13:15     | 16:01     | 18:48     | În întregime vizibil din America de Sud și Estul Statelor Unite ale Americii. Parțial vizibil din Statele Unite ale Americii, din Europa și Africa. | Arhivat în 15 august 2011, la Wayback Machine.    |
| 11 iunie 2247               | 08:42     | 11:33     | 14:25     | Vizibil în întregime din Africa, Europa și Orientul Mijlociu. Parțial vizibil din Asia Orientală, Indonezia și Americi. | Arhivat în 16 noiembrie 2018, la Wayback Machine. |
| 9 iunie 2255                | 01:08     | 04:38     | 08:08     | În întregime vizibil din Rusia, India, China și Australia Occidentală. Parțial vizibil din Africa, Europa și Vestul Statelor Unite ale Americii. | Arhivat în 16 noiembrie 2018, la Wayback Machine. |
| 13 decembrie 2360           | 22:32     | 01:44     | 04:56     | În întregime vizibil din Australia și din cea mai mare parte a Indoneziei. Parțial vizibil din Asia, Africa și partea de Vest a Americilor. | Arhivat în 16 noiembrie 2018, la Wayback Machine. |
| 10 decembrie 2368           | 12:29     | 14:45     | 17:01     | În întregime vizibil din America de Sud, Africa occidentală și coasta de Est a Statelor Unite ale Americii. Parțial vizibil din Europa, Vestul Statelor Unite ale Americii și Orientul Mijlociu. | Arhivat în 16 noiembrie 2018, la Wayback Machine. |
| 12 iunie 2490               | 11:39     | 14:17     | 16:55     | În întregime vizibil de pe aproape tot teritoriul Americilor, Africa occidentală și Europa. Parțial vizibil din Africa orientală, Orientul Mijlociu și Asia. | Arhivat în 5 noiembrie 2018, la Wayback Machine.  |
| 10 iunie 2498               | 03:48     | 07:25     | 11:02     | Vizibil în întregime din Europa, Asia, Orientul Mijlociu și Africa răsăriteană. Parțial vizibil din Estul Americilor, Indonezia și Australia. | Arhivat în 16 noiembrie 2018, la Wayback Machine. |